# 2008年夏季奥林匹克运动会比赛公路自行车赛场

公路自行车赛场。绿色为环行线路。北京市区在右下角。

公路自行车赛场是北京2008年夏季奥运会的9个临时场馆之一，从崇文区（今东城区）的永定门，经宣武（今西城区）、东城、西城、朝阳、海淀、昌平、延庆，终点在昌平区的居庸关。